# Tenuilichus malvae
Tenuilichus malvae är en spindeldjursart som beskrevs av Mohanasundaram 1988. Tenuilichus malvae ingår i släktet Tenuilichus och familjen Tenuipalpidae. Inga underarter finns listade i Catalogue of Life.